# Emilie Louise Flöge
Emilie Louise Flöge (n. 30 august 1874, Viena, Austro-Ungaria – d. 26 mai 1952, Viena, Zonele aliate de ocupație din Austria) a fost o creatoare de modă și femeie de afaceri austriacă. Ea a fost partenera de viață a pictorului Gustav Klimt.

## Tinerețea

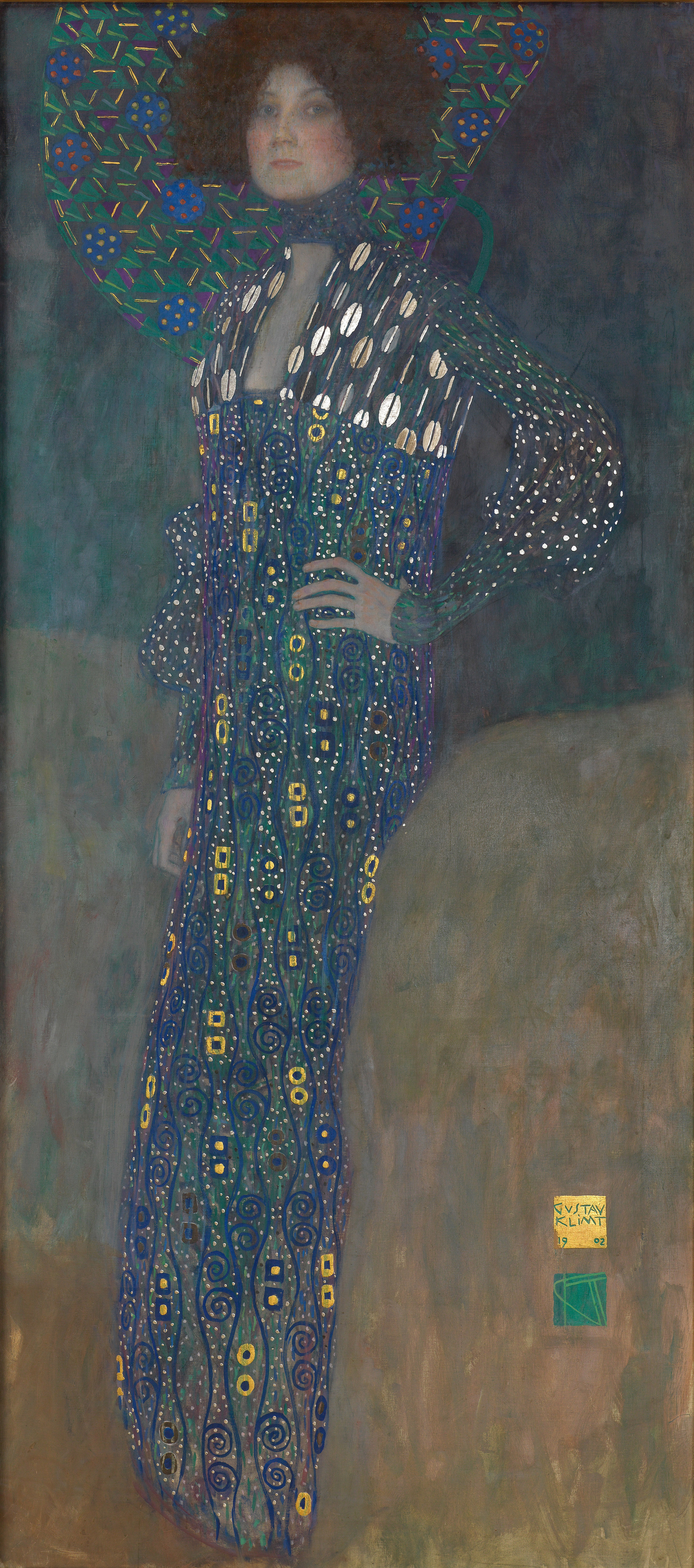
Emilie Flöge (1902), pictură în ulei de Gustav Klimt

Emilie Louise Flöge a fost al patrulea copil al meșterului strungar și producătorului de tuburi de sepiolit Hermann Flöge (1837–1897). A avut două surori: Pauline și Helene și un frate: Hermann.
A lucrat mai întâi pe post de croitoreasă, dar mai târziu a devenit creatoare de modă. Sora ei mai mare, Pauline, a deschis în 1894 o școală de croitorie, iar Emilie a lucrat aici. În 1899, cele două surori au câștigat un concurs de confecționare a articolelor vestimentare și au fost desemnate să confecționeze o rochie din batist pentru o expoziție.

## Carieră
În parteneriat cu sora ei, Helene, Emilie Flöge a devenit începând din 1894 o femeie de afaceri de succes și proprietară a salonului de modă haute couture cunoscut sub numele de Schwestern Flöge (Surorile Flöge) pe o stradă importantă a Vienei, Mariahilfer Strasse. În acest salon, care a fost proiectat în Jugendstil de arhitectul Josef Hoffmann, Emilie a prezentat îmbrăcăminte creată de ea în stilul Wiener Werkstätte. Flöge a conceput articole vestimentare personalizate, în special rochii largi, cu modele în stilul reformei (o mișcare numită și reforma rochiei victoriene). Acest stil a fost promovat de mișcarea feministă din Viena și a fost caracterizat prin corsaje înalte, o siluetă largă și mâneci ondulate. S-a crezut că acest tip de rochie este mai bun pentru sănătatea femeilor și permitea o gamă mai mare de mișcări. În timpul călătoriilor sale la Londra și Paris, ea s-a familiarizat cu ultimele tendințe în modă de la Coco Chanel și Christian Dior, dar totuși, după Anexarea Austriei de către Al Treilea Reich în 1938, Flöge și-a pierdut cei mai importanți clienți și a trebuit să-și închidă stabilimentul, care devenise principalul salon de modă al societății vieneze. După 1938 a lucrat de la ultimul etaj al casei sale, situate pe Ungargasse nr. 39.

## Asocierea cu Gustav Klimt
Emilie Flöge a fost membră a cercurilor boeme Fin de siècle de la Viena. Ea a fost partenera de viață a pictorului Gustav Klimt. În 1891 Helene, sora mai mare a lui Emilie, s-a căsătorit cu Ernst Klimt, fratele lui Gustav Klimt. Atunci când Ernst a murit în decembrie 1892, Gustav a devenit protectorul Helenei. La acea vreme, Emilie avea optsprezece ani, iar Gustav a devenit un oaspete frecvent în casa părinților ei, petrecându-și verile împreună cu familia Flöge pe malurile lacului Attersee. Există numeroase fotografii în care Klimt apare împreună cu Emilie și cu familia ei.

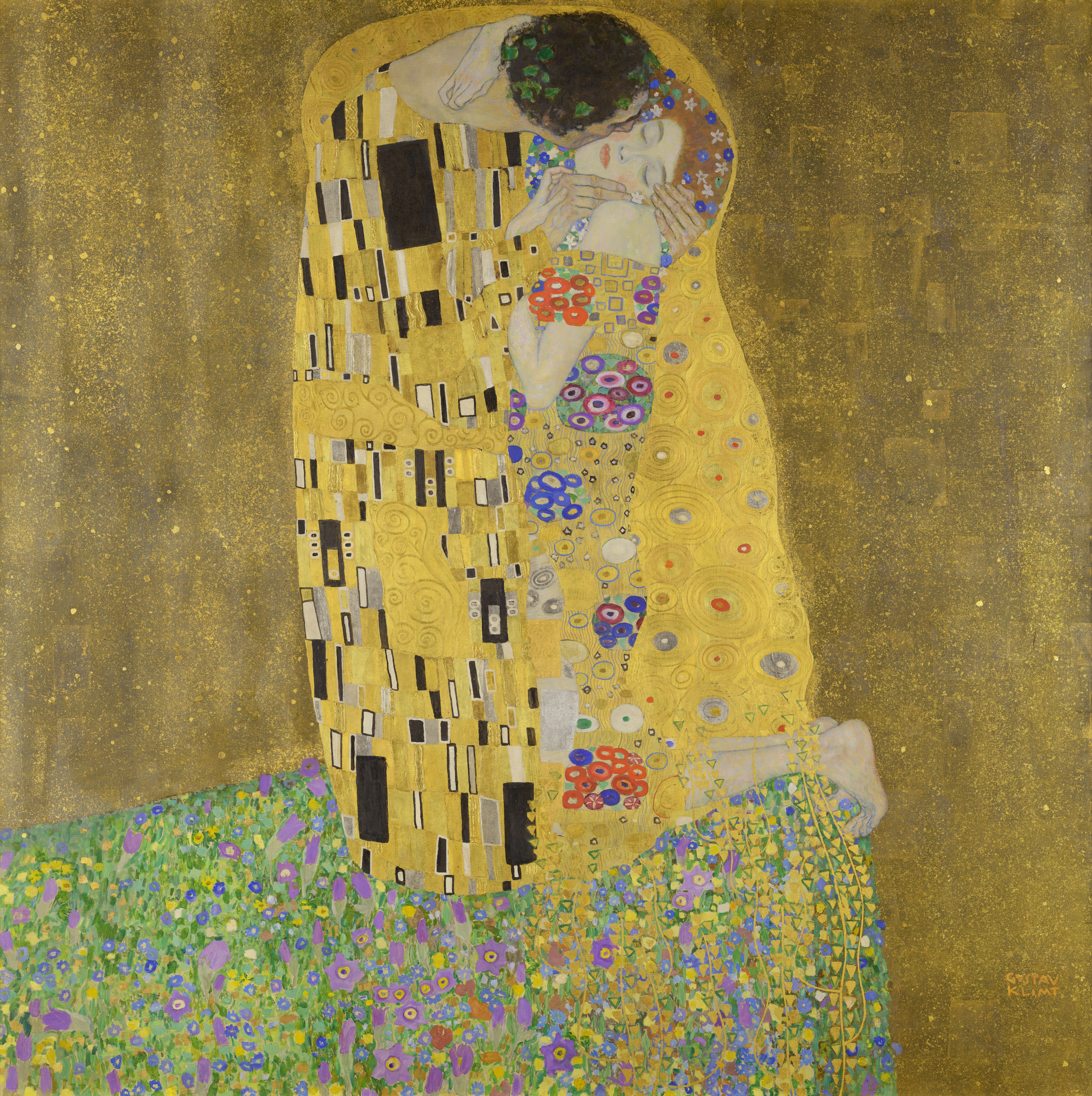
Sărutul 1907–1908, ulei pe pânză, Österreichische Galerie Belvedere, Viena

După 1891 Klimt a portretizat-o în mai multe dintre lucrările sale. Experții cred că pictura sa Sărutul (1907–1908) îi prezintă pe artist și pe Emilie Flöge ca îndrăgostiți.
Este posibil ca Gustav Klimt să fi proiectat câteva articole de îmbrăcăminte pentru salonul surorilor Flöge în stilul reformei, dar această ipoteză este frecvent respinsă în favoarea ideii că surorile Flöge și-au conceput rochiile ele însele. Clientela pentru acea modă revoluționară a vremii era prea mică pentru ca surorile să-și poată asigura existența, iar Emilie a fost nevoită să croiască rochii în stiluri convenționale. Klimt picta multe femei din straturile superioare ale societății vieneze și, prin urmare, a reușit să o introducă pe Emilie Flöge într-un cerc de clienți prosperi. Pictorul a murit însă în urma unui accident vascular cerebral la 11 ianuarie 1918. Ultimele sale cuvinte ar fi fost: „Emilie trebuie să vină”. Ea a moștenit jumătate din averea lui Klimt, iar cealaltă jumătate a revenit familiei pictorului.
În ultimele zile ale celui de-al Doilea Război Mondial, casa ei de pe Ungargasse a luat foc, fiind distruse nu doar colecția ei de haine, ci și obiecte valoroase care au aparținut lui Gustav Klimt.

## Moartea și înmormântarea

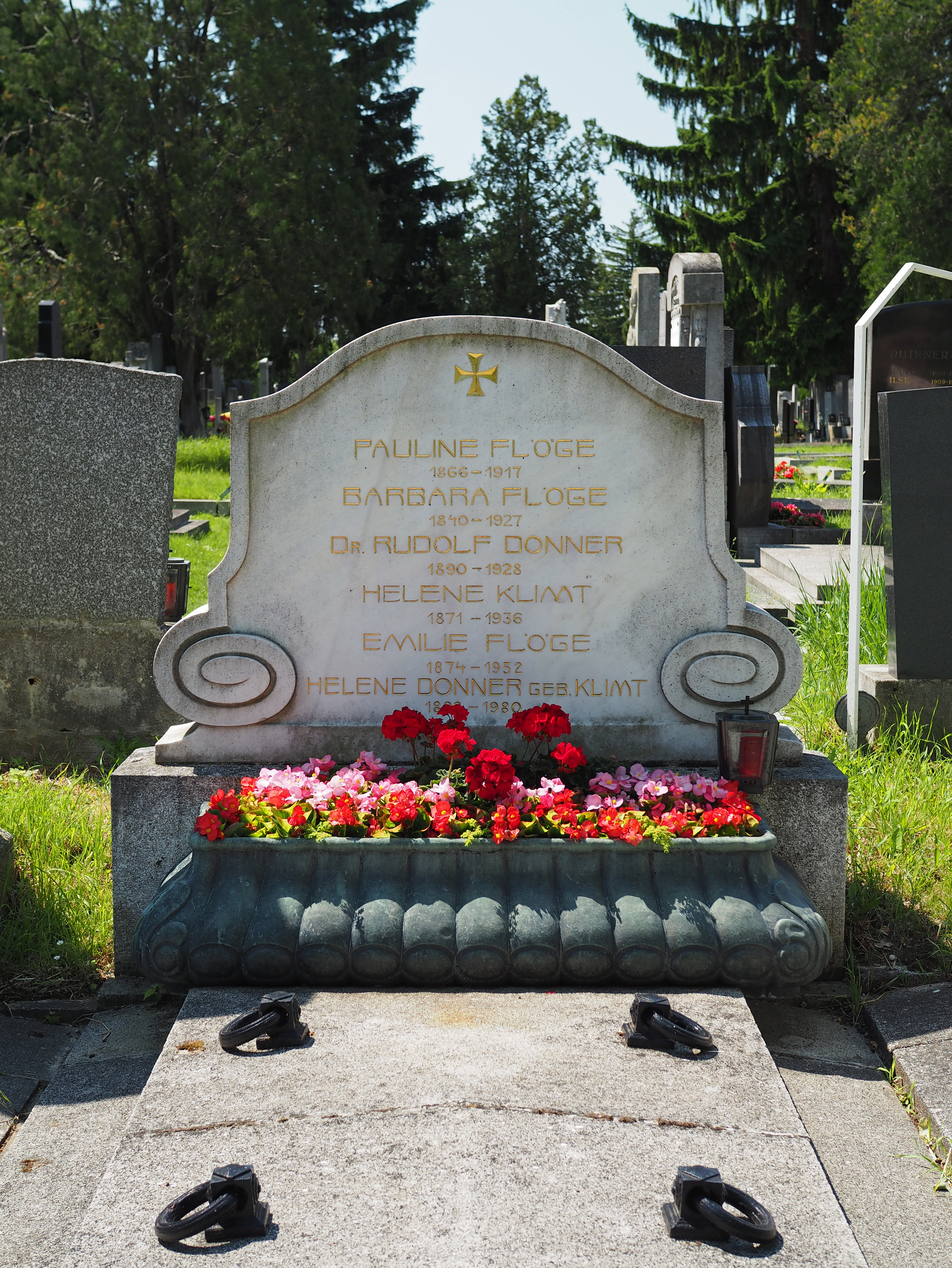
Mormântul familiei Flöge în Cimitirul Evanghelic din Viena-Simmering.

Emilie Louise Flöge a murit în 26 mai 1952 la Viena, la vârsta de 77 de ani, și a fost îngropată în mormântul familiei Flöge-Donner din Cimitirul Evanghelic (Evangelischer Friedhof) din Viena-Simmering la 30 mai 1952. Autoritățile cimitirului l-au înscris pe lista mormintelor de celebrități și au restaurat piatra funerară cu ocazia aniversării a 150 de ani de la nașterea lui Gustav Klimt. Mormântul este inclus acum pe site-ul cimitirului.

## Imagini

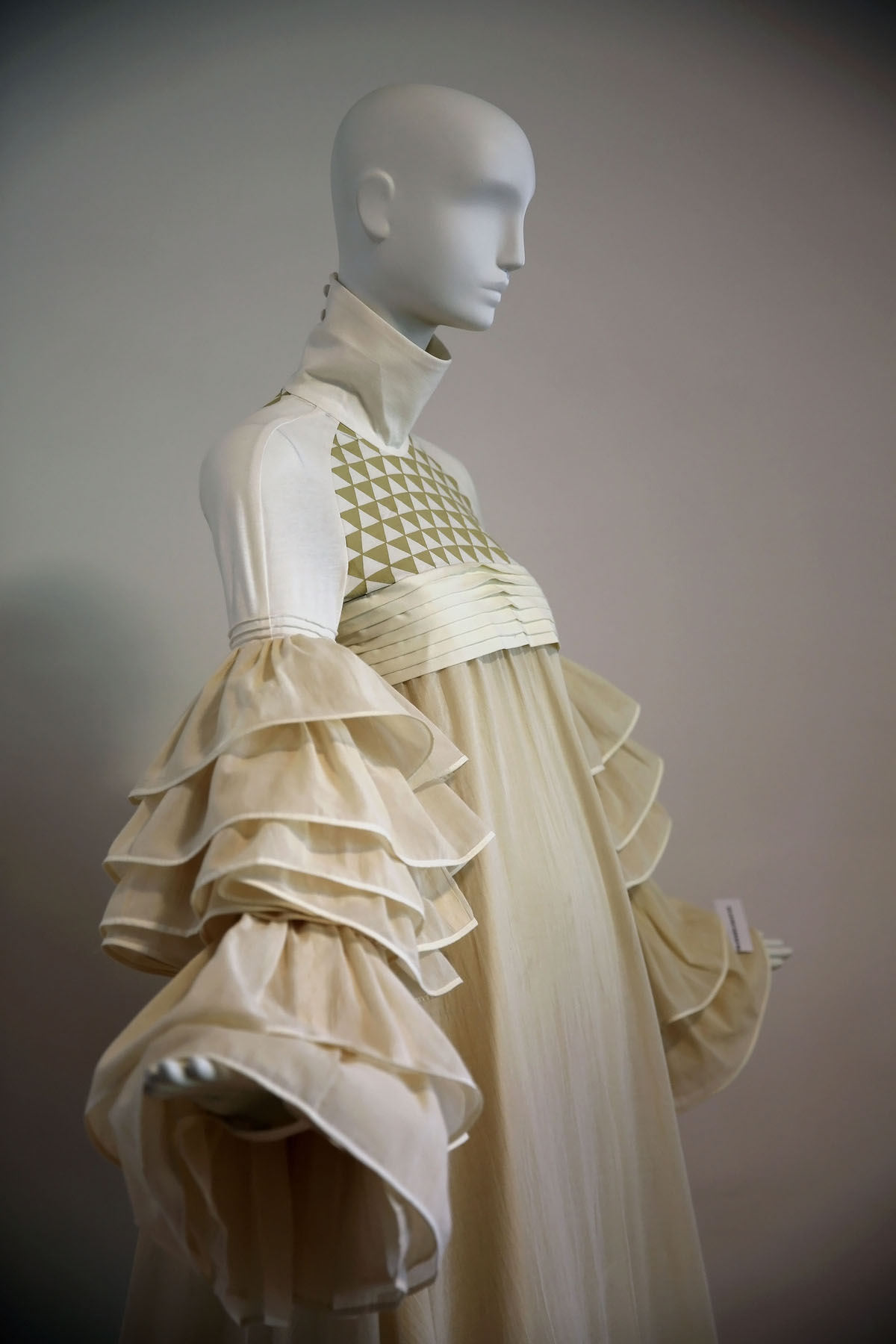
Reconstrucție după o rochie realizată în salonul de modă Schwestern Flöge (c. 1909)
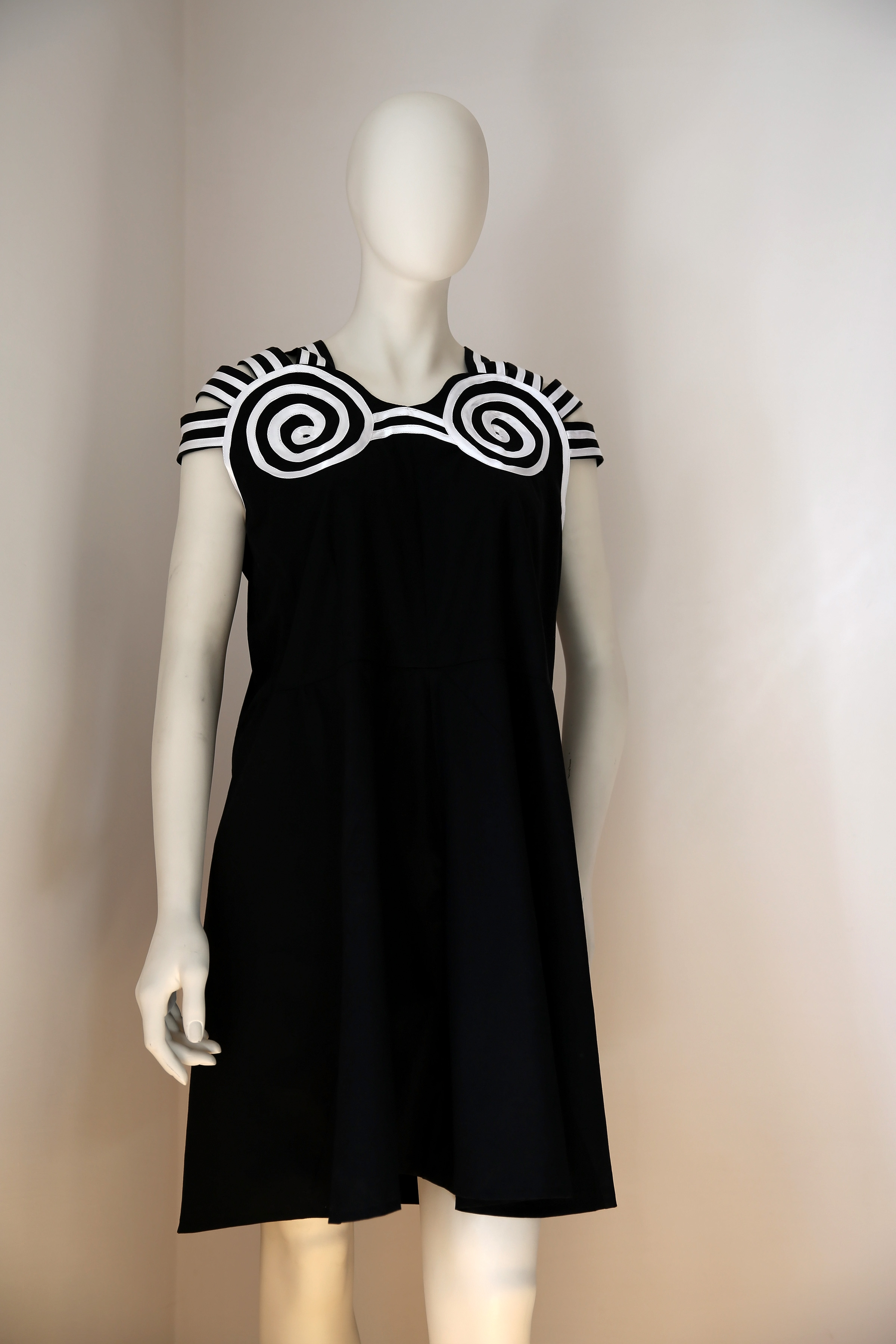
Costum de baie aflat în colecția Emiliei Flöge
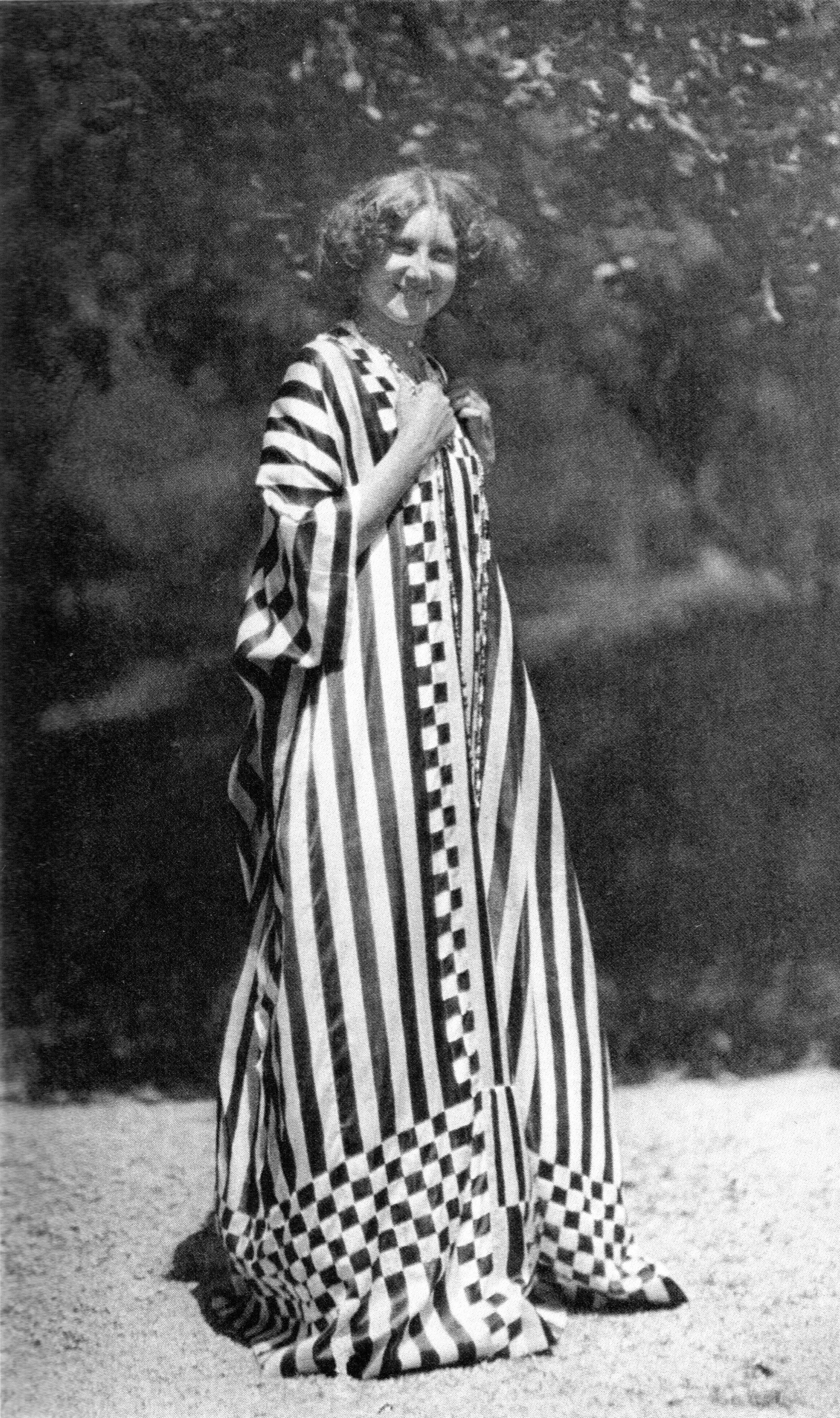
Fotogravură a Emiliei Flöge la Schörfling am Attersee, realizată de Heinrich Böhler, 1909.
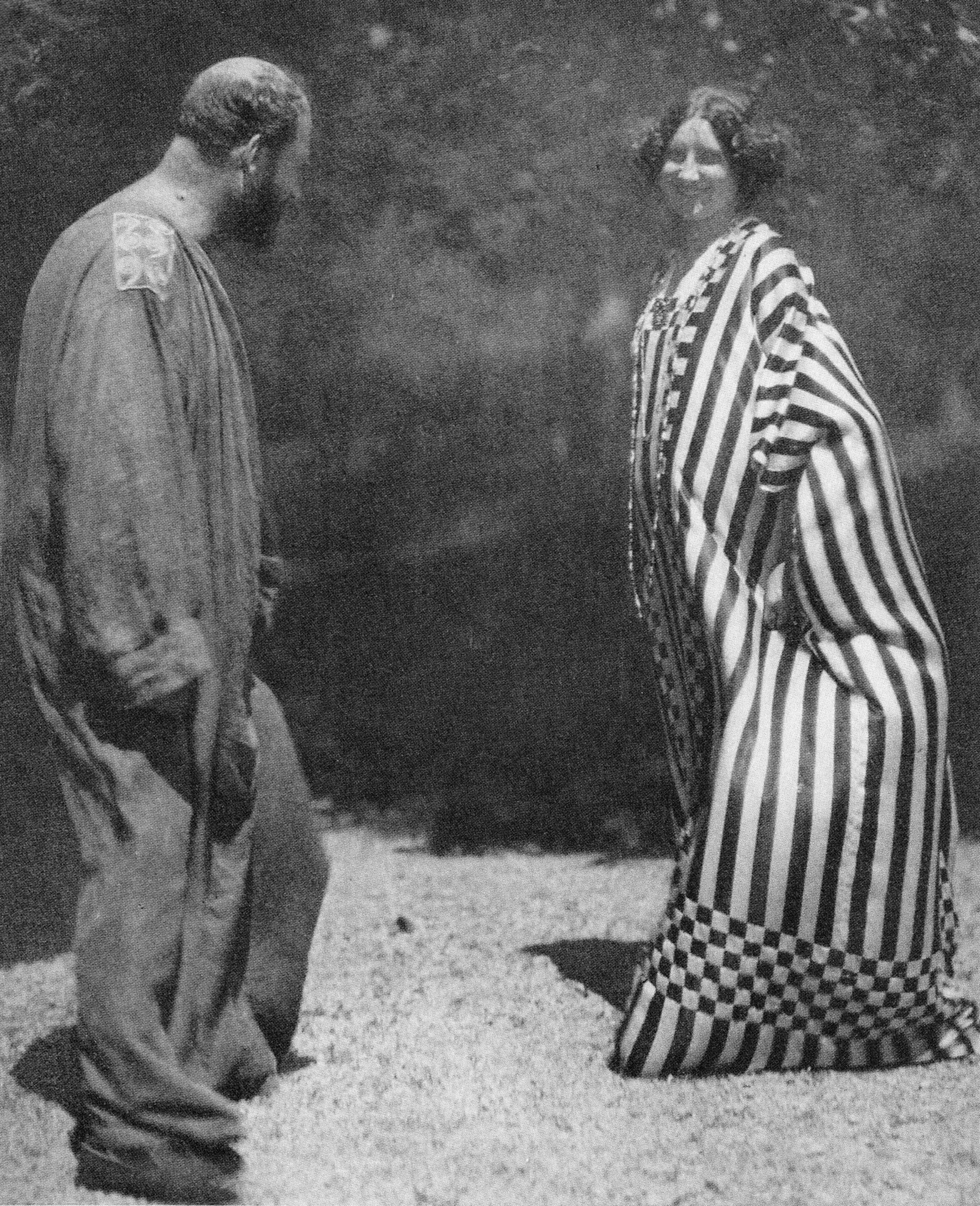
Flöge și Klimt la Schörfling am Attersee, fotografie realizată de Heinrich Böhler, 1909.